# Leo Vroman
Leo Vroman (Gouda, 10 april 1915 – Fort Worth, 22 februari 2014) was een Nederlands-Amerikaans dichter, (toneel)schrijver, tekenaar, schilder, bioloog en hematoloog. In Nederland is hij vooral bekend als dichter. Zelf beschouwde hij zich allereerst als wetenschapper. Vroman woonde en werkte vanaf 1947 in de Verenigde Staten en werd in 1951 Amerikaans staatsburger. Toch geldt hij als een van de belangrijkste Nederlandse dichters. In 1964 ontving hij de P.C. Hooft-prijs.

## Biografie
Vroman was van Joodse afkomst en woonde tot aan het begin van de Tweede Wereldoorlog aan de Krugerlaan 87 in Gouda. Hij studeerde, na de Rijks-HBS in Gouda, van 1932 tot 1940 biologie in Utrecht. Tijdens zijn studie leerde hij Albert Alberts, Kees Stip en Anton Koolhaas kennen op studentenvereniging Unitas. Met zijn vriend Anton Koolhaas maakte hij voor de Tweede Wereldoorlog strips voor kranten.
Na de inval van de Duitsers op 10 mei 1940 vertrok Vroman op 14 mei met een taxi vanuit Utrecht naar Scheveningen. Onderweg deed hij zijn ouderlijk huis in Gouda aan en nam hij afscheid van zijn ouders, die een paar honderd gulden en zijn paspoort hadden klaargelegd. Met een zeilboot wist Vroman naar Engeland te ontkomen. Vandaar reisde hij naar Nederlands-Indië. In Batavia voltooide hij zijn studie. Vervolgens diende hij als soldaat bij de infanterie-eenheid Landstorm IV. Toen de Japanners Nederlands-Indië binnenvielen, werd Vroman geïnterneerd en verbleef hij in verschillende jappenkampen (onder andere in Bandoeng, Tjilatjap, Batavia en Singapore). In november 1943 werd hij per boot overgebracht naar een kamp in Osaka. Hij kwam er in de droogdokken te werken. Een zware longontsteking en een Schotse medegevangene redde hem daar het leven. Toen hij dankzij de Schot in een ziekenhuis werd opgenomen, werd de barak waar hij normaal gesproken verbleef, getroffen door een brandbom. Ook in Nagaoka verbleef hij in een kamp.
Na de Tweede Wereldoorlog, toen hij na zijn gevangenschap in Manilla verbleef, wilde de Nederlandse overheid hem als soldaat naar Nederlands-Indië sturen. Hij weigerde en op advies van een oom vertrok hij naar de Verenigde Staten, waar hij in New York terechtkwam en werkte als wetenschappelijk onderzoeker (hematoloog) op het gebied van de bloedstolling.
Vroman trouwde op 10 september 1947 met de antropologe Tineke Sanders, met wie hij sinds 1938 verloofd was geweest. Vanwege de oorlog hadden zij elkaar jarenlang niet gezien. Ze kregen twee dochters: Geraldine in 1950 en Peggy Ann in 1952. Vanaf 1951 was Vroman Amerikaans staatsburger. In de Verenigde Staten had hij heimwee naar Holland. Dit bracht hem tot de – intussen gevleugelde en veel geciteerde – woorden: 'Liever heimwee dan Holland.'
In 2009 werd een documentaire over het echtpaar Vroman gemaakt: Soms is liefde eeuwig. Op 10 april 2013, de dag dat hij 98 jaar oud werd, schreef hij voor de website van HP/De Tijd een blog over herinneringen aan eerdere verjaardagen.

## Wetenschappelijke carrière
Leo Vroman promoveerde in 1958 aan de Rijksuniversiteit Utrecht. Zijn proefschrift was getiteld Surface contact and thromboplastin formation. In 1967 verscheen zijn wetenschappelijke boek Blood en drie jaar later ontving hij de Individual Science Award van de Wayne State University in Detroit (Michigan). In 1987 kreeg hij de zilveren Akademiepenning van de Koninklijke Nederlandse Akademie van Wetenschappen. In zijn vakgebied is zijn naam vereeuwigd in het vromaneffect; de herkenning en opsporing van bepaalde bloedstollingsverschijnselen.

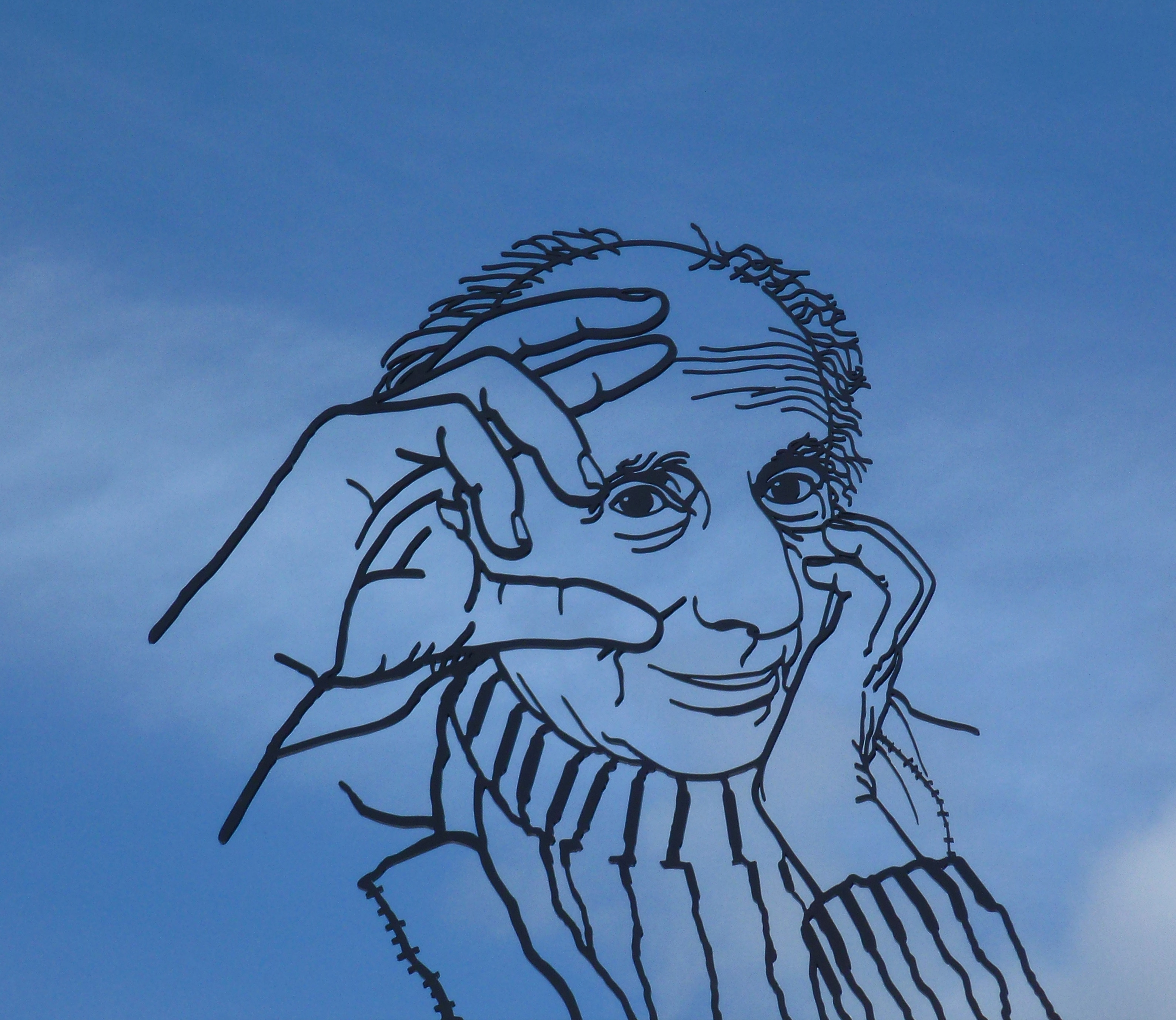
Leo Vroman. Kunstwerk van Jeroen Henneman

## Vroman als dichter
In de oorlogsjaren verschenen twee gedichten van zijn hand in het baldadige en surrealistische tijdschrift De Schone Zakdoek. Vroman debuteerde in 1946 met de bundel Gedichten. Hiervoor had hij in diverse tijdschriften gedichten gepubliceerd. Veel van zijn werk werd door hem geïllustreerd.
Zijn gedichten bleef hij voornamelijk in het Nederlands publiceren. In sommige gedichten schoot hij heen en weer tussen het Nederlands en het Engels. Vroman gebruikte in zijn werk ook door hem verzonnen woorden, als 'pootjesdier', 'peinskasje' en 'hersenkistje'.
Criticus Kees Fens noemde Vroman ooit 'de vlakbijste dichter' van Nederland. Vromans gedichten zijn levendig en herkenbaar, al sinds zijn debuut in 1946. Hij behoort tot geen enkele stroming binnen de literatuur, maar heeft een speelse, grillige, soms surrealistische stijl.

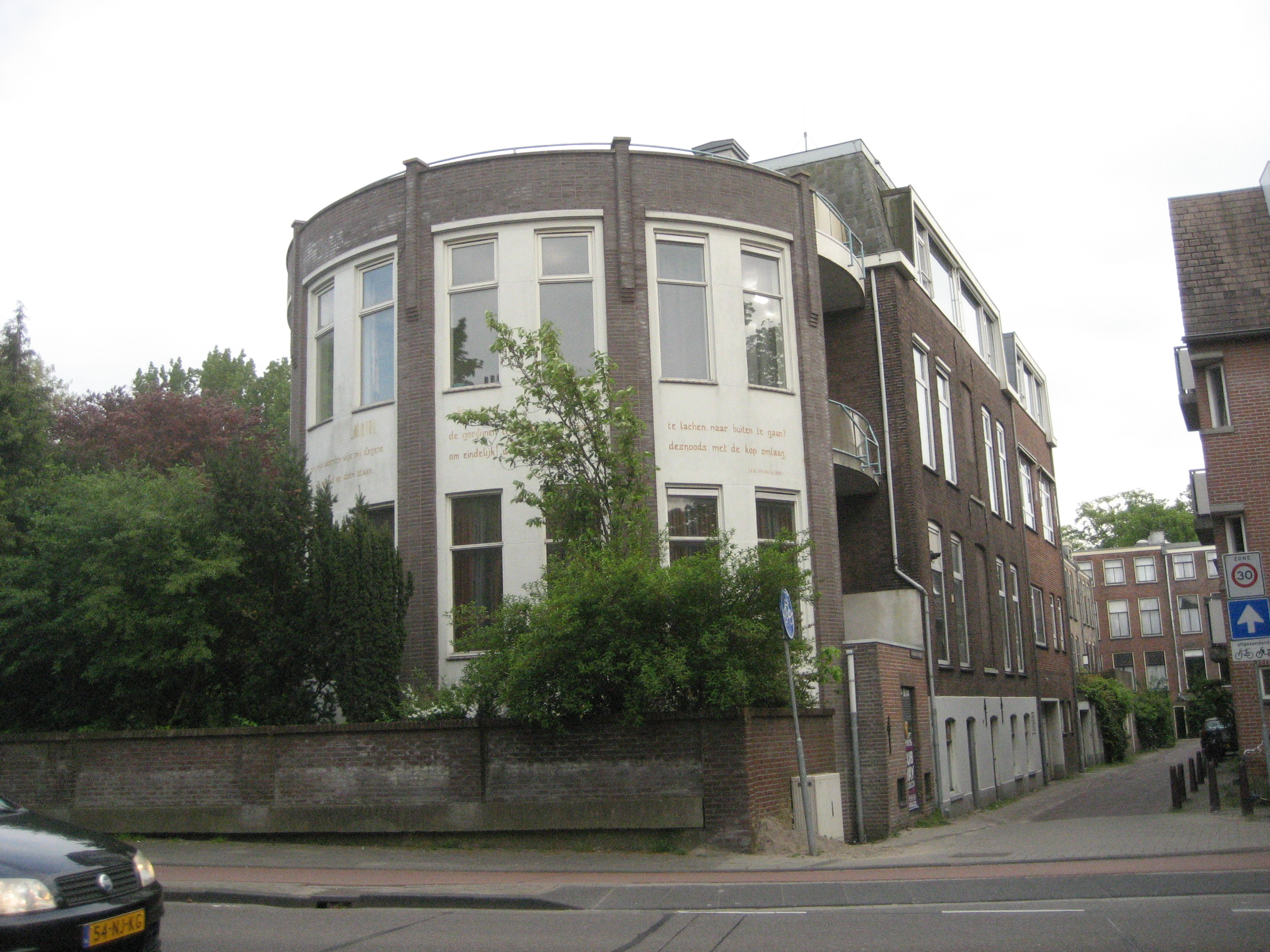
Gedicht In 14 boeken op een muur in Leiden

Bekende dichtregels van Leo Vroman uit het gedicht Vrede zijn:

kom vanavond met verhalen
hoe de oorlog is verdwenen
en herhaal ze honderd malen:
alle malen zal ik wenen.

Een paar citaten van zijn hand:

Ik heb nooit een geheugen gehad. Ik mis het ook niet.
Eerlijk duurt wel vaak het langst, maar verliest het van de angst.
Wie pijn beschouwt als dure plicht, mag lachen met een dood gezicht.
Liever heimwee dan Holland.

Vroman dichtte weinig over zijn Joodse achtergrond, maar soms wel:

Ik Joods?
Ja Heer, hier zitten wij met halfgebakken heren
extremen onder joden, katholieken,
islamieten en andere geesteszieken,
en de zachtgelovige heeft niets meer te beweren.
Zo kweekt elke groep gewonde wanden,
en zo krijgt ieder geloof verharde randen,
waar blindheid niet gezien wordt als gemis
en gepreekt wordt uit gescheurde tanden,
terwijl ik geloof dat alles heilig is.

## Literaire prijzen
In Nederland won Vroman bijna elke literaire prijs die er te winnen viel.
- 1950 – Lucy B. en C.W. van der Hoogtprijs voor Gedichten, vroegere en latere.
- 1956 – Poëzieprijs van de gemeente Amsterdam voor Uit slaapwandelen.
- 1961 – Poëzieprijs van de gemeente Amsterdam voor Voor Jan Greshoff en voor een meisje zonder hoofd.
- 1962 – Boekenmarktprijs voor Twee gedichten.
- 1964 – P.C. Hooft-prijs voor zijn poëtisch oeuvre.
- 1964 – Prijs van de Stichting Kunstenaarsverzet 1942-1945 voor zijn poëtisch oeuvre.
- 1996 – VSB Poëzieprijs, voor Psalmen en andere gedichten.
- 2010 – KANTL-prijs voor poëzie voor Soms is alles eeuwig

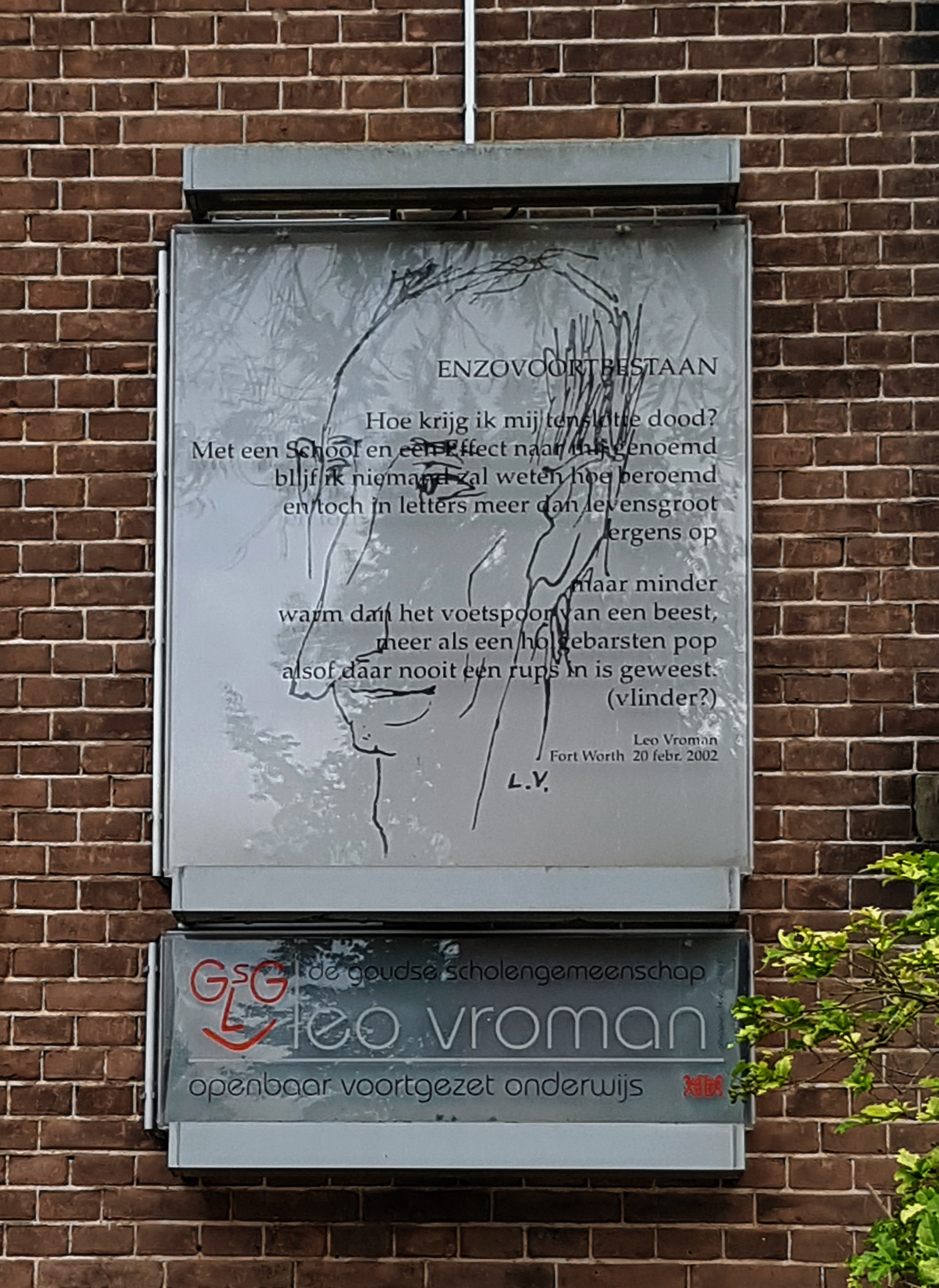
Gedicht "Enzo Voortbestaan" op de gevel van de GSG Leo Vromanschool in Gouda

## Ander eerbetoon
- Vroman was ereburger van Gouda.
- Op 16 juni 1989 ontving hij in de Martinikerk in Groningen, in het bijzijn van koningin Beatrix, het eredoctoraat in de Letteren van de Rijksuniversiteit Groningen.
- Op 1 augustus 2002 werd  de Goudse Scholengemeenschap, een voortzetting van de Rijks HBS, vernoemd naar de oud-leerling Leo Vroman.
- Op 10 april 2015, zijn honderdste geboortedag, is op het dak van de Chocoladefabriek in Gouda (verzamelgebouw van o.a. de bibliotheek en het streekarchief) door Jeroen Henneman vervaardigd beeld van Vroman onthuld.
- Op de vooravond van zijn honderdste geboortedag is de cd 'De Vogel in mijn Borst' van Frans van Deursen uitgekomen met gedichten van Vroman op muziek gezet door  Michiel Borstlap, Bertolf, Spinvis, Jeroen Zijlstra, Wouter Planteijdt, Bob Zimmerman, Henk Hofstede, Rutger Molenkamp, Theo Nijland, Paul de Munnik en Daniël Lohues.
- De biografie over Vroman  'Hoe mooi alles' van Mirjam van Hengel is door regisseur Léon van der Sanden bewerkt tot een theaterstuk. Het is op 26 september 2015 in première gegaan met in de hoofdrollen Kees Hulst en Esther Scheldwacht.
- In 2018 werd in Utrecht, bij de sterrenwacht, een bankje geplaatst op de plek waar Leo en Tineke hun eerste kus hadden.[5]
- In 1987 ontving Vroman samen met A.J. Wiggers de Akademiepenning van de Koninklijke Nederlandse Akademie van Wetenschappen, voor hun verdiensten voor de wetenschap.

### Poëzie
- Gedichten (1946)
- Gedichten, vroegere en latere (1949)
- Poems in English (1953)
- Inleiding tot een leegte (1955)
- Uit slaapwandelen (1957)
- De ontvachting en andere gedichten (1960)
- Twee gedichten (1961)
- Fabels van Leo Vroman (1962)
- Manke vliegen (gedichten en tekeningen) (1963)
- 126 gedichten (verzamelbundel) (1964)
- Almanak (1965)
- 144 gedichten (verzamelbundel) (1969)
- Ballade van mezelf (1969)
- 262 gedichten (verzamelbundel) (1974)
- God en Godin (1976)
- Just one more world (gedichten en foto's) (1976)
- Huis en Tuin. Fabels en strips (1979)
- Nieuwsgierig (1980)
- Het verdoemde carillon (1981)
- De ballade van Jantje (1981, oplage 30 ex.)
- Liefde, sterk vergroot (1982)
- Avondgymnastiek (1983)
- De cultuurgeschiedenis (1984)
- Gedichten 1946–1984 (1985)
- Fractaal (1987)
- Ongebundelde gedichten 1937–1941 (1989)
- Dierbare ondeelbaarheid (1989)
- Een soort van ziel in negen delen (1990)
- Neembaar. Een keuze uit de gedichten (1991)
- Toen ik nog leefde (1991)
- De godganselijke nacht (1993)
- Psalmen en andere gedichten (1995)
- Vergelijkingen (1996)
- De roomborst van Klaas Vaak (1997)
- Details (1999)
- Spiegelbezoek (1999)
- Bij duizenden (2000)
- Aan elkaar (met Tineke Vroman) (2001)
- De gebeurtenis en andere gedichten (2001)
- Een stilte die niet bestaat (2001)
- Aan elkaar / Herhaling (met Tineke Vroman) (2002)
- Tweede verschiet (2003)
- De mooiste gedichten uit Hollands Maandblad  (met tekeningen van Iris Le Rütte) (2006)
- Alle malen zal ik wenen (2007)
- Nee, nog niet dood (2008)
- Soms is alles eeuwig (2009)
- Zodra (2010)
- Daar (2011)
- Die vleugels (2013)
- Dagboek gedichten (2013, nieuwjaarsgeschenk 2014 Burgersdijk & Niermans)

### Proza
- Tineke (1948)
- De adem van Mars (1956)
- Snippers van Leo Vroman (1958)
- Tineke; De adem van Mars; Snippers van Leo Vroman (1960)
- Agenda uit het jaar 2000 (1968)
- Sdsi 'Boek' pfhpfh (tekst en tekeningen) (1968)
- Het Carnarium (1973)
- Brieven uit Brooklyn (1975)
- Proza, een keuze uit de verhalen (1984)
- Warm, rood, nat & lief (autobiografie 1994)
- Vroeger donker dan gisteren. Herfstdagboek (2004)
- Misschien tot morgen: dagboek 2003–2006 (2006)

### Voor kinderen
- Stiemer en Stalma (tekst A. Koolhaas/tekeningen Leo Vroman) (1957)
- De trapeze 10 (met Anton Koolhaas) (1967)

### Toneel
- Het Grauwse Diep (1966)
- Voorgrond, achtergrond (1969)

### Essays
- Philosophische psychologie van de kunst werd door Vroman geschreven in 1935. Het kwam via de ouders van zijn vrouw en Bert Voeten bij het Letterkundig Museum. In 1981 werd het in een kleine oplage (120 exemplaren) uitgegeven.
- Bloed (1968)